# Club Atlético Chacarita Juniors
El Club Atlético Chacarita Juniors es un club deportivo ubicado en la Ciudad de Buenos Aires. Su sede social principal y asentamiento legal se encuentra en Teodoro García 3550, en el barrio de Chacarita, Comuna 15, Ciudad Autónoma de Buenos Aires.  
Desde 1945 su estadio principal de fútbol está ubicado a 8,8 km de esa sede, en Villa Maipú, en la zona norte del área metropolitana de Buenos Aires. Fue fundado el 1 de mayo de 1906 y su principal actividad es el fútbol profesional. Actualmente milita en la Primera Nacional, la segunda división del fútbol argentino.
En la máxima categoría disputó 61 temporadas (6 en la era amateur y 55 en el profesionalismo), por lo que ocupa el 17° lugar de la tabla histórica de puntos totales obtenidos en esa categoría, con más de 2000 partidos disputados. Logró adjudicarse el Torneo Metropolitano de 1969, su máximo logro, venciendo a River Plate en la final por 4-1. Jugó en 1971 el Trofeo Joan Gamper en el Camp Nou, en el mismo venció al Bayern Múnich por un marcador de 2-0 en la semifinal y posteriormente perdería la final 1-0 frente al Barcelona.

## Historia

### Fundación y refundación del club
El 1 de mayo de 1906 un grupo de amigos de la parroquia de San Bernardo fundaba el Club Atlético Chacarita Juniors en el local de la 17.ª sección del izquierdista Partido Socialista, ubicada en las esquinas de Dorrego y Giribone (hoy Córdoba) de la Ciudad de Buenos Aires. Su nombre no conlleva muchos secretos, ya que el Chacarita es por el barrio y el Juniors, en alusión a la juventud que era la que le había dado vida al funebrero. 
Un día después de la fundación, quedó registrado el nombre de Chacarita Juniors, y se conformó la primera Comisión Directiva, dirigida por Máximo Lema, el primer presidente de la historia del club.
El primer partido de la historia fue contra el Club Atlético Victoria. Se jugaron tres cotejos contra ese club. Los dos primeros finalizaron empatados en cero, pero el tercero fue para Chacarita por 3 a 2. Ese primer equipo estuvo integrado por todos los miembros fundadores. Ese equipo alineó con 2-3-5, formación tradicional de la época, y alistó a estos once: José Lema; Manuel Lema y Arístides Ronchieri; Antonio Fernández, Alfredo Lema y Andrés Ducase; Alfredo Palacios, Miguel Pereyra, Maximiliano Lema, Eduardo Ducase y Manuel Hernández.
A partir de 1911 disminuyó su actividad futbolística y algunos de los jugadores emigraron hacia el Club Platense; hasta que el 20 de agosto de 1919 se realizó una asamblea en el comité socialista de la calle Dorrego 1476, presidiendo la reunión el señor Santiago Piaggio, a los efectos de reorganizar el “Club Atlético Chacarita Juniors”.
El Libro de Actas de esa Asamblea de Reorganización de 1919 es el documento más antiguo que se conserva del club. Como resultado de la asamblea se nombró una comisión provisoria integrada por José Manuel Lema, Nicolás Caputo, Nicodemio Perticoni, Guillermo Herrera, Lorenzo Colombo y Santiago Piaggio, que se encargaría de todos los trabajos de reorganización del club citado.
Ese comité de la calle Dorrego continuaría siendo el lugar de encuentro de los dirigentes de Chacarita Juniors hasta aproximadamente 1929, en que se alquiló otro local, en Leiva y Corrientes.
Con la refundación del club, llegaría la nueva camiseta, ya que la tradicional roja, blanca y negra nació a mediados de aquel año. Antes, Chacarita utilizaba una casaca color celeste con una franja blanca situada sobre el pecho en forma horizontal.
Los colores rojo, blanco y negro, tienen su fundamento. Se eligió al rojo por el socialismo al cual estaban vinculados todos los miembros fundadores. El blanco se escogió por la pureza de sus miembros y el negro por la cercanía del Cementerio de la Chacarita, que a su vez dio origen al apodo de "Funebrero".

### Décadas de 1920, 1930 y 1940
Tras varios amistosos, en 1921 participó de una liga independiente, la «Asociación Deportiva Belgrano», y en 1921 se inscribió en las divisiones inferiores de la Asociación Argentina de Football, la institución rectora del fútbol amateur argentino avalada por la FIFA, ocupando el tercer puesto en su primer campeonato.
En 1925 se sumó el atletismo a las actividades del club, contando con corredores de relativa importancia de la época como Dante Plácido, Plomer, Gallo y Salatino.

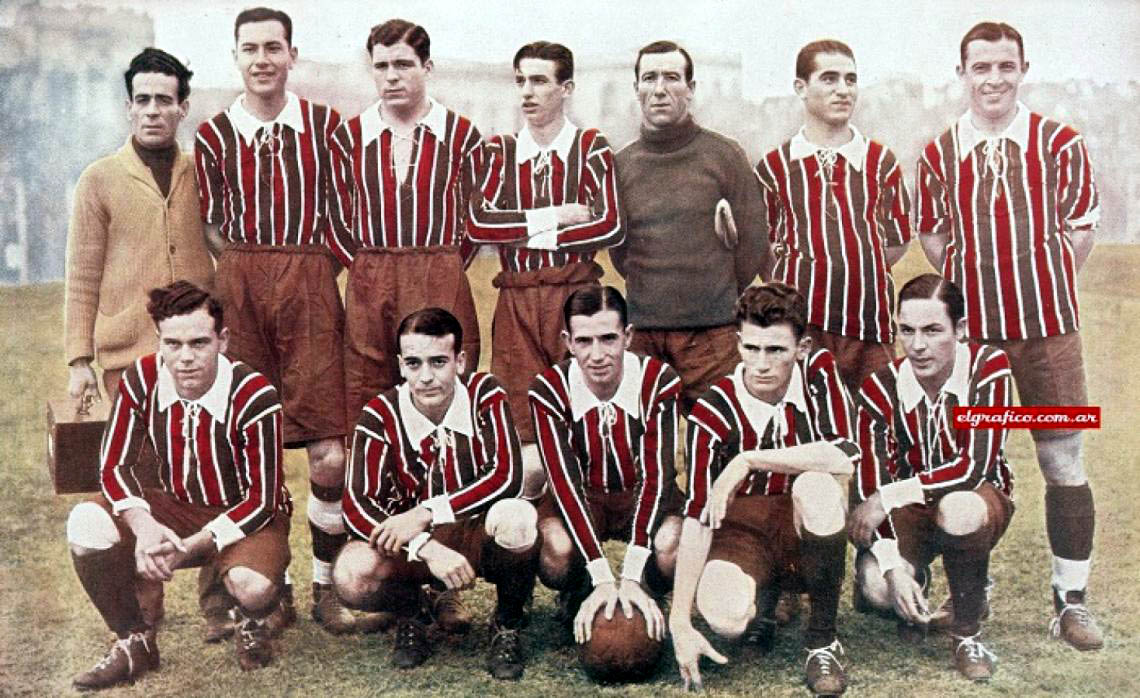
Equipo de Chacarita en 1931

En 1925 jugó por primera vez en Primera División y su actuación fue destacada, ocupando el cuarto puesto en la tabla general. 

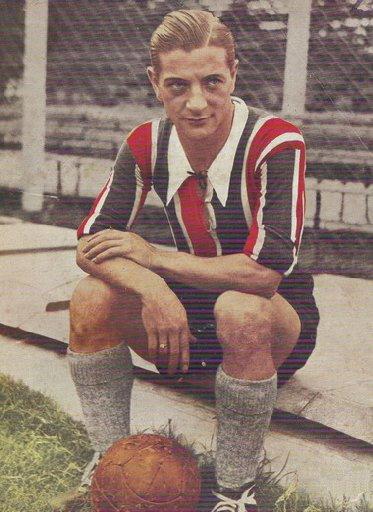
Renato Cesarini (1936)

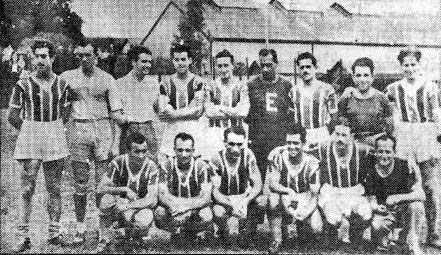
Equipo de Chacarita (1941)

En 1927 llegó al primer puesto del campeonato invicto con cuatro empates. Fusionado en el fútbol porteño las Asociaciones Argentina y Amateurs Chacarita mantuvo buenas campañas hasta los sucesos de 1930 que darían inicio a la era del profesionalismo en el país.
El primer partido de Chacarita en la era del profesionalismo fue jugado el 31 de mayo de 1931 en la cancha de Boca Juniors, resultando en un empate con el equipo que luego se consagró campeón del torneo.
Pese a las buenas campañas anteriores, en un período en el que destacarían Ernesto Duchini, Renato Cesarini, el goleador Fabio Juan Cassán y su arquero Isaac López, quien defendería el arco del club hasta 1941, convirtiéndose en el jugador con más partidos jugados durante el profesionalismo (343), en 1940 Chacarita descendió por primera vez, regresando a la primera división al siguiente año.
En julio de 1945 el club trasladaría su estadio a la localidad de San Martín, provincia de Buenos Aires. 
En ese período destacarían entre otros jugadores Enrique Esquide, Roberto Moreno, José Coll, Humberto A. De Luca, Roberto E. Dutruel, Carlos Spinelli y los delanteros Francisco Campana y Marcos Busico.

### Años siguientes

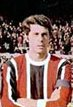
Ángel Marcos

Entre 1956 y 1959 volvió a actuar en la segunda división. El 5 de diciembre de 1959 obtuvo el ascenso al vencer a Talleres de Remedios de Escalada. Tras evitar a duras penas un nuevo descenso en 1967, se hizo cargo del plantel Argentino Geronazzo quien reorganizó el equipo incorporando a Ángel Alberto Marcos, Jorge Alberto Gómez, Alberto Raúl Poncio, Ángel Hugo Bargas y Franco Frassoldati, Leonardo Luis Recúpero, Horacio Ricardo Neumann y en la valla Jorge Eliseo Petrocelli. Entre sus suplentes se encontraban Juan Antonio Gómez Voglino y Carlos María García Cambón, y el arquero Bernabé Adolfo Palacios.

### El campeonato de 1969
En 1969 Federico Pizarro reemplazó a Argentino Geronazzo manteniendo la base del equipo, incorporándose al zaguero de Boca Abel Jorge Pérez, al volante de Newell's Juan Carlos Puntorero y al delantero de Estudiantes de La Plata Rodolfo Orife.

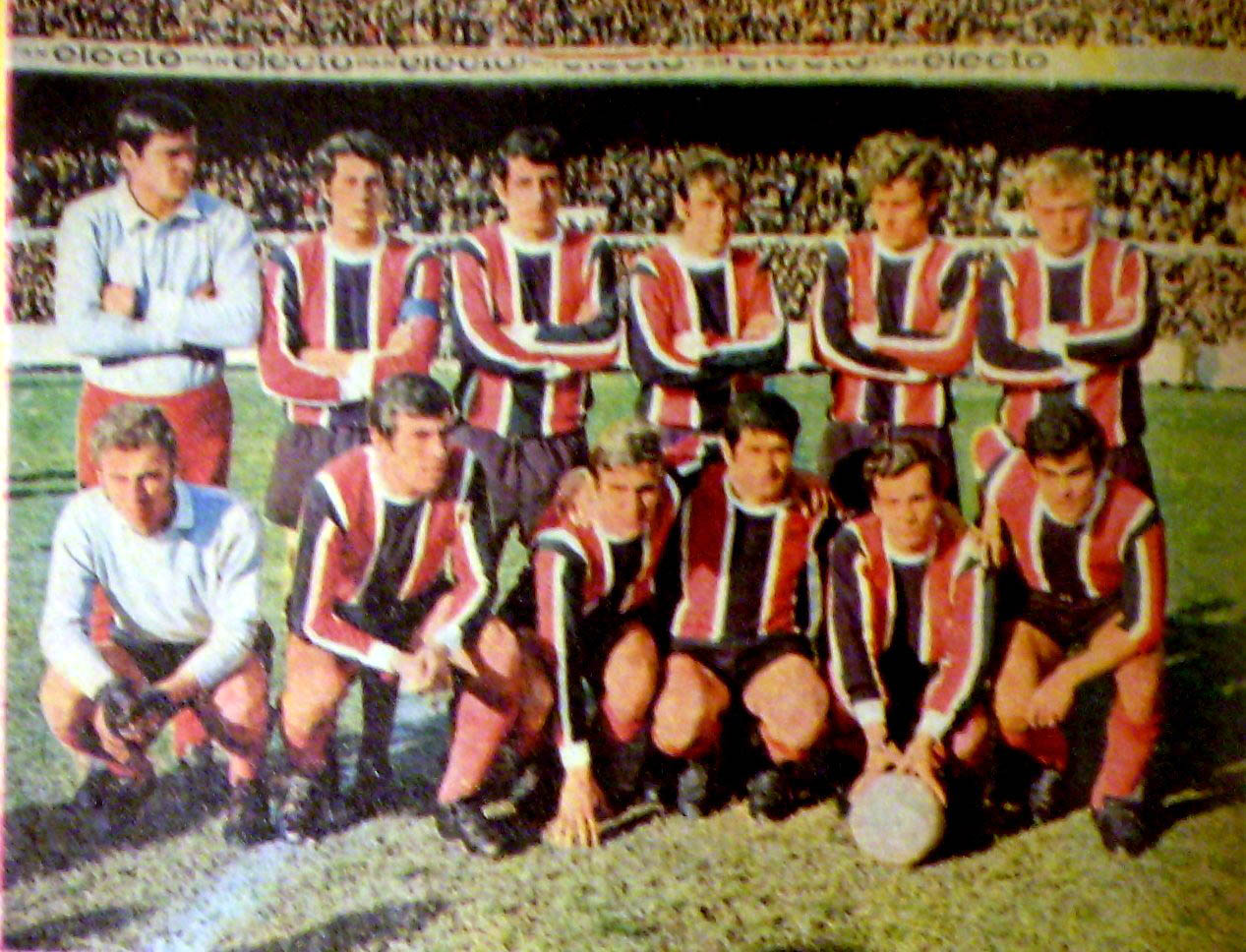
Chacarita, campeón 1969

En el Campeonato Metropolitano de 1969 Chacarita presentó una formación clásica (4-3-3) con los titulares Petrocelli, Gómez, Pérez, Bargas y Frassoldati, Recúpero, Puntorero y Poncio; Ángel Alberto Marcos (capitán), Orife y Neumann. También jugaron Palacios, Alfredo Gualterio Ortiz, Juan Domingo Loyola, Voglino, García Cambón, Zacarías Zurita y Oscar Amarilla.
Chacarita ganó la zona A del torneo y tras vencer en semifinales a Racing Club por 1 a 0, se consagró campeón de la primera división el 6 de julio tras ganarle la final al Club Atlético River Plate en el estadio de Racing por 4 a 1 con dos goles de Neumann (12 y tras el empate de Trebucq, el segundo a los 37 minutos), uno de Marcos (minuto 47) y el otro de Frassoldati (minuto 56).
Ese día, bajo la dirección de Víctor Rodríguez, formaron: Eliseo Jorge Petrocelli; Jorge Alberto Gómez, Abel Jorge Pérez, Ángel Hugo Bargas y Franco Frassoldatti; Leonardo Luis Recúpero, Juan Carlos Punturero y Alberto Raúl Poncio; Ángel Alberto Marcos, Rodolfo Orife y Horacio Ricardo Neumann.

Ese año, quedó en cuartos de final de la Copa Argentina por diferencia de gol a favor de Boca, equipo que obtendría el Campeonato Nacional.

### Décadas de 1970, 1980 y 1990
El 25 de febrero de 1970, en una gira por el norte de la Provincia de Córdoba, más precisamente en la ciudad de Deán Funes, se enfrentaron con la Liga De Ischilín (Club Atlético de Ischilín, Club Sportivo y Club Leandro Alem) en el Anfiteatro Municipal Fuhad Cordi. Tal acontecimiento fue de gran magnitud en la zona, ya que el equipo local ganó 2-1 en la disputa de un amistoso.
En 1971 participó de la VI Edición de la Copa Joan Gamper en Barcelona. El 24 de agosto venció al Bayern de Múnich por 2 a 0, con goles de Recupero y Fucceneco. Ese día formó con Carnevalli; Forteis, Buzzo, Bargas y Frasoldati; Puntorero (Fuccenecco), Poncio, Marcos, Recuperó, García Cambón y Newman, mientras que en el Bayern formaban varios de los futuros campeones del mundo (Maier, Schwarzenbeck, Beckenbauer, Breitner y Müller). El siguiente día perdió la final con el Fútbol Club Barcelona por 1 a 0.

El 17 de octubre de 1973 la hinchada del Club Atlético Chacarita Juniors fue premiada por la AFA como la mejor hinchada de Argentina, por el inigualable apoyo de la gente en todas las canchas del país.
En 1979 descendió nuevamente y un año después retrocedió hasta la Primera C, la tercera división, aunque ascendió rápidamente y en 1983 volvió a Primera. En 1986 volvió a descender de Primera, pero ahora jugaría la nueva Primera B Nacional, donde militó 3 años, hasta que volvió a descender en 1989, a la Primera B, ahora como tercera categoría, hasta que ascendió en 1994. Luego de cinco años en el Nacional B, consiguió la vuelta a la máxima categoría del fútbol argentino después de 13 años. En este paso, el conjunto de San Martín tuvo resultados históricos, tales como una victoria a Independiente en su propia cancha por 3 - 0, dos empates, frente a River y Boca por 4 - 4, una gran cantidad de victorias sobre el equipo de Boedo, San Lorenzo, y también sobre Estudiantes de La Plata.

### Últimos años
En 2004 perdió la categoría en la última fecha de Primera División (tras un sospechado empate entre River Plate y Atlético de Rafaela que terminó condenando a Chacarita al descenso) y permaneció 5 años en la Primera B Nacional hasta que ascendió en 2009. Esta etapa fugaz de Chacarita en Primera, significó una serie de muy malos resultados, el equipo Funebrero no pudo revertir su imagen y solo obtuvo un resultado significativo que fue la aplastante victoria a Boca por 4 - 1, con goles de Facundo Parra, Nicolás Ramírez y Sciorilli. Se consuma su descenso en 2010, y durante 2 años Chacarita fracasó en la segunda categoría, hasta el 2012, cuando en una infartante promoción por no descender, empata con Nueva Chicago, errando un penal en el último minuto y de esta manera pierde la categoría de una forma insólita cayendo a la B Metropolitana después de 18 años.
El elenco dirigido por Salvador Pasini, tenía un solo objetivo para la temporada 2012-2013 y era regresar a la segunda división. Chacarita obtuvo buenos resultados pero a 6 fechas de la culminación del torneo, Pasini es echado sin motivos razonables (El funebrero venía 2.ª a pocos puntos de su eterno rival, Atlanta), y la dirigencia contrata a Navarro Montoya como entrenador. "El mono" obtuvo solo 4 unidades de 18 y Chacarita quedó afuera de cualquier chance del ascenso. En la temporada 2013-2014, Chacarita obtuvo una posición de mitad de tabla para arriba, y no pudo ascender. Tuvo a Ramón Lentini como estandarte, siendo el goleador del torneo con 18 tantos. Ya en la temporada de transición 2014-2015, Chacarita logra el ascenso en la última fecha jugando como local, en un estadio colmado con 20.000 personas, frente a Villa Dálmine. Chaca, ganó por 1 - 0 con un gol de Damián Manso y regresó a la segunda división. 
Chacarita se armó para pelear arriba, pero una inexplicable serie de lesiones (Cristian Milla, Cristian Bordacahar, "Coquito Rodríguez" -todos de rotura de ligamentos-, Damián Manso) llevó al funebrero a pelear el descenso. Con una serie de 14 partidos sin poder obtener un triunfo, Aníbal Biggeri deja su cargo y es reemplazado por Fernando Gamboa. A pesar de no obtener buenos resultados, al mando del "Negro", Chacarita pudo salvarse del descenso. El año siguiente, temporada 2015/2016, Chacarita comenzó mal pero fue mejorando con buenos resultados, ya con Walter Coyette en el banco de suplentes. "El Gato" le dio un sello determinante de buen juego al Funebrero que lo colocó en segunda posición, relegado del ascenso (por única vez, solo un equipo ascendía a la Primera División Argentina). 
Finalmente, Chacarita mantuvo la base, y se dedicó, la temporada siguiente, de lleno al ascenso. Tuvo bajas importantes, pero la llegada de Rodrigo Salinas (30 goles en 42 partidos) fue determinante, sumado a un iluminado Nicolás Oroz que llevaba la 10. Este Chacarita, tras un largo campeonato de 44 fechas, pudo festejar con el ascenso a Primera División, luego de 7 años. El funebrero culminó el torneo colocándose en segundo lugar, detrás de Argentinos Juniors, con quien paradójicamente, igualó su último partido, que le decretó el ascenso (al Funebrero). No obstante al igual que en la temporada 2009-2010 solo pudo mantenerse un año en Primera División tras una muy mala campaña en donde solo se destacaron los triunfos ante Gimnasia y Esgrima de La Plata, Lanús, Vélez y Estudiantes de La Plata, este último el único en condición de visitante en toda la temporada.

## Estadios de fútbol

### La primera cancha

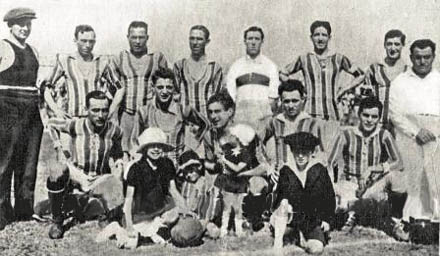
Equipo de Chacarita que ganó el campeonato de Primera B en 1924.

Por ese entonces era muy difícil conseguir un terreno para instalar un campo de juego. La necesidad de tener un predio era grande. Entre las avenidas Federico Lacroze y Álvarez Thomas existía un terreno baldío que la comisión directiva comenzó a tener en cuenta con mayor interés. En abril de 1907, los muchachos alambraron el predio y construyeron una casilla humilde, quedando registrada así la primera cancha de la historia del club. Lamentablemente, esos terrenos serían utilizados por la municipalidad para construir una calle. Por eso una mañana, una camioneta de la Policía llegó al lugar y desarmó las instalaciones. Por apenas días Chacarita Juniors tuvo su primer estadio en Lacroze y Álvarez Thomas.
En 1925, en la manzana de Humboldt, Murillo, Padilla y Darwin se comenzó la primera cancha oficial de Chacarita de su historia. Las obras demandaron dos años y fueron los propios jugadores, junto con dirigentes y simpatizantes del club, los que colaboraron con la construcción del estadio ya que la economía del club era por demás escasa. La misma se inauguró en 1927.Con el paso del tiempo Chacarita se afianzaba más en primera, y el estadio iba quedando chico. Por eso los dirigentes coincidieron en conseguir una cancha con mayor capacidad.
Esa cancha llegó. En Humboldt al 300, entre Murillo, Padilla y las vías del ferrocarril, Chacarita tuvo su segunda cancha, que tenía una capacidad para 25 mil personas. La misma se inauguró en 1932, con más de 18 mil personas presentes, en una fiesta que concluyó con un amistoso ante Nacional de Uruguay, que el local ganó por 3 a 0.
Ya consolidado en primera, después de un campeonato aceptable en 1942, luego de ascender, Chacarita se tuvo que ir del barrio de Villa Crespo y se mudó a San Martín. El inconveniente fue el siguiente: los terrenos en donde se encontraba la cancha eran rentados, junto con los terrenos del rival de siempre, el Club Atlético Atlanta. En 1943, a finales de ese año, Chacarita estaba atrasado un tiempo con el pago mensual del alquiler. Al enterarse de esto, la comisión directiva de Atlanta junto a varios socios, le ofrecieron al dueño comprar esos terrenos para quedarse con ambos predios, y después de varios juicios e idas y vueltas Chacarita finalmente fue desalojado, por eso hoy en día ahí se encuentra el estadio Don León Kolbowsky, y en el lugar donde estaba el de Atlanta construyeron finalmente la sede del club bohemio para desarrollar sus actividades sociales, culturales y el resto de las deportivas. El último encuentro jugado en ese estadio fue el 16 de diciembre de 1944 entre Colegiales y Temperley. De esta manera el club comenzó la construcción de su estadio en San Martín, donde consiguió un terreno destinado a tal fin.

### El nuevo estadio

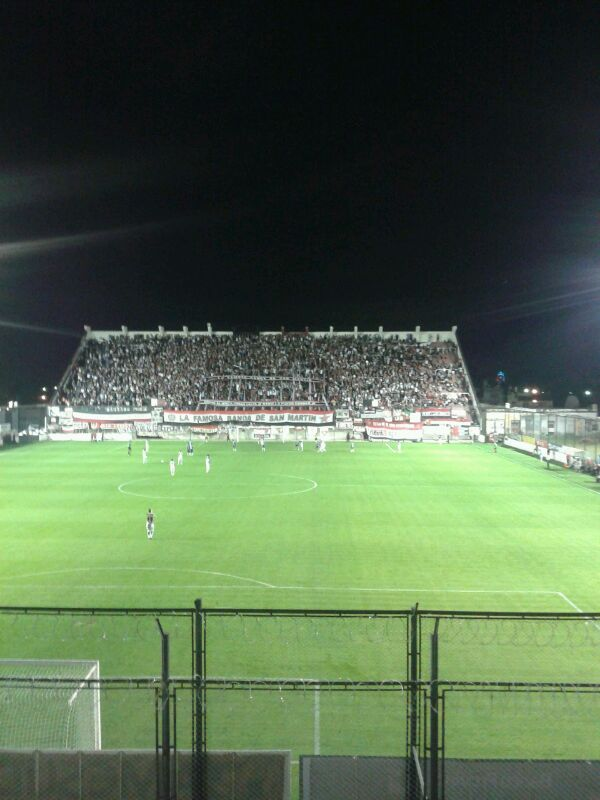
Vista de la tribuna local durante un partido correspondiente al año 2014.

El 8 de julio de 1945, luego de 141 días de ardua labor, quedó inaugurado el estadio del club en San Martín con una gran fiesta a la que asistieron más de 30 mil personas y que finalizó con un amistoso entre los de casa y nuevamente Nacional, que ganó el local por 1 a 0. Era un estadio con tablones y una platea lateral de cemento. Fue utilizado durante 60 años, hasta el día 21 de octubre de 2005, cuando Chacarita enfrentó al Club Atlético Tigre, ganando con un categórico 3 a 0. Dicho estadio tenía capacidad para 30.000 espectadores.
El objetivo del club era construir un nuevo estadio de cemento, que cumpla con las disposiciones de seguridad y que tuviera una capacidad mayor. Sin embargo el proceso de construcción se fue demorando: recién casi dos años después de disputar el último partido como local en su cancha comenzó la construcción del mismo, el 19 de septiembre de 2007.
Tuvieron que pasar más de cinco años y tres meses para que Chacarita Juniors y su gente volvieran a ser locales y sentirse de esta manera en San Martín. El 30 de enero de 2011, estando la primera etapa de la construcción del estadio finalizada, se reinauguró parcialmente el estadio de la calle Gutiérrez con un partido amistoso ante Argentinos Juniors, que terminó con empate en 0. Los 30.000 funebreros que estuvieron presentes ese día presenciaron videos sobre la historia del club, y el entonces Gobernador de la Provincia de Buenos Aires Daniel Scioli dio el puntapié inicial. El cantante de cumbia El polaco enunció también algunas de sus coloridas melodías. Finalmente, aquella tarde-noche culminó con un show de fuegos artificiales.
Oficialmente, se estrenó por la 19.ª fecha del Primera B Nacional 2010/11 en el cual el Funebrero derrotó 1 a 0 a Atlético Tucumán con gol del Coqui Torres.
Hacia el año 2017 sólo faltaba construir la tribuna ubicada sobre la calle Mitre, ya que está completa la popular local, llamada Isaac López (que da hacia la calle Gutiérrez), las plateas alta y baja, llamadas Carlos Cerrutti (que dan hacia la calle Matheu), y la popular visitante que da hacia French. En la actualidad el estadio tiene capacidad para 30.000 espectadores.

## Rivalidades

### Clásico de Villa Crespo

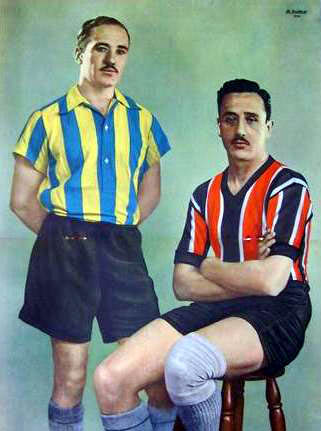
Santiago Carignano y Francisco Santia, jugadores de Atlanta y Chacarita en 1936.

El Clásico de Villa Crespo es la denominación de un partido de fútbol argentino que enfrenta a Atlanta (los Bohemios) y a Chacarita Juniors (los Funebreros) ambos de Villa Crespo (aunque el estadio de Chacarita se encuentra actualmente en la localidad de Villa Maipú). Es uno de los clásicos del fútbol argentino más tradicionales: con 94 partidos oficiales de Primera División, este enfrentamiento se remonta al año 1927.
Durante más de dos décadas (entre 1924 y 1944) compartieron una muy cercana vecindad que derivó en una rivalidad deportiva, sus canchas estaban casi pegadas (la de Atlanta estaba en la calle Humboldt 470 y la de Chacarita en el 345 de la misma calle), separadas apenas por una medianera (1932 - 1944).
El primer enfrentamiento oficial ocurrió el 13 de noviembre de 1927 siendo 2 a 0 el resultado a favor de los Funebreros. Atlanta logró su primera victoria recién en 1930: 1 a 0 de visitante. El primer encuentro del profesionalismo lo ganó Atlanta. El partido se disputó el 4 de junio de 1931 finalizando el partido 3 a 1, siendo los goleadores del vencedor José María Casullo (2) y Guido Baztarrica.

### Clásico Chacarita-Tigre
El Clásico Chacarita Juniors-Tigre, o simplemente Chacarita-Tigre, 
es la denominación para un partido de fútbol que enfrenta a dos equipos populares de la Zona Norte del Gran Buenos Aires: Chacarita y Tigre. Se enfrentaron 46 veces en Primera División y en otras dos categorías de ascenso, disputando su primer duelo el 3 de abril de 1927.
Si bien existía una convivencia pacífica entre sus aficiones, todo cambió hace 42 años, en 1983. En un amistoso jugado en Villa Maipú, un jugador del Matador fracturó a Rodríguez, ícono de Chacarita, se armó una pelea entre los propios jugadores, y los hinchas no se quedaron afuera enfrentándose también. Se intentó recomponer la relación entre las parcialidades y en una reunión realizada posteriornente, el exceso de alcohol y las recriminaciones de los barras de Chacarita y Tigre, hizo que terminara en otro fuerte enfrentamiento, por lo que así se distanciaron definitivamente, pasando de la afinidad a la rivalidad, naciendo una de las mayores rivalidades del fútbol argentino. Sin embargo, cuando tuvieron que jugar dos partidos definitorios, las dirigencias de ambos clubes, preocupadas por posibles incidentes, les piden una tregua a ambas hinchadas.
El 10 de diciembre de 1983 volvieron a enfrentarse en dos partidos definitorios por los cuartos de final del octogonal de la Primera B. Si bien en San Martín no se registraron incidentes, las parcialidades se enviaron cánticos de amenazas. Durante la revancha, disputada en Victoria, no se respetó la tregua de no agresión y se generó una batalla entre ambas hinchadas en el entretiempo. El partido estuvo cerca de suspenderse, terminando casi tres horas después con triunfo de Chacarita por penales. Volvieron a acometerse mutuamente fuera del estadio donde también hubo incidentes con la policía montada que intentaba detener los intercambios entre las aficiones, dando paso a la fuerte rivalidad que se acrecentó con el paso de las décadas, pasando a ser uno de los clásicos más violentos del fútbol argentino.

### Clásico Chacarita-Chicago

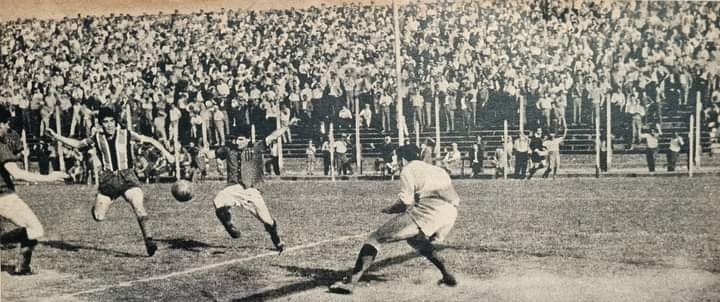
Chacarita recibiendo a Chicago en el torneo de Primera B 1959.

El enfrentamiento con Nueva Chicago, conocido también como "Chacarita-Chicago" conforma uno de los clásicos modernos más convocantes del fútbol argentino, destacándose por su impacto mediático. El historial general registra 51 partidos distribuidos entre Primera División y Ascenso de los cuales más de 35 cotejos se desarrollaron con una rivalidad formal entre ambas parcialidades, generando gran expectativa en la previa de cada encuentro.
 "Los clásicos son esos partidos que todos los fanáticos del fútbol buscan en el fixture para saber cuándo se jugará. Son esa clase de encuentros que todo hincha quiere vivir de cerca. Y Chacarita se dio el gustito de llevarse los tres puntos. Es que le ganó 3-1 a Nueva Chicago con una fiesta única en General San Martín".
elbonaerense.news
Entre las hinchadas de Chacarita y Chicago existía un pacto de no agresión que la política quebró y dio origen a esta rivalidad que nació hace 35 años. La política gremial que unía a ambas hinchadas los enfrentó en el Congreso de la CGT, el preludio de lo que luego ocurrió en la cancha de Ferro cuando los insultos volaron de una tribuna hacia otra. Esto dio origen tiempo después a una serie importante de incidentes, incluso en otras disciplinas.

### Clásicos alternativos

#### Platense
Platense se quedó con el clásico ante Chacarita.
En lo que fue un partido "picante" con cuatro expulsados, el "Calamar" se impuso de local por 1-0 con un tanto de Juan Olivares. En el final del duelo hubo escándalos y trompadas. Diario Popular, 18 de agosto de 2012. 
El duelo "Chaca-Tense" puede ser considerado un clásico por la cantidad de partidos que reúne el historial y por su tradición en Primera División. Los dos clubes fueron protagonistas en definiciones por ascensos y descensos que sentenciaron el destino de uno y otro, tanto en Primera División como en Segunda División.
La cercanía geográfica también tiene relevancia en este encuentro, ya que ambas parcialidades lo expresan así en cada choque. La cuenta oficial de Chacarita se expresó jocosamente ante la final perdida de Platense en la Copa de la Liga en manos de Rosario Central.

#### Quilmes
Chacarita-Quilmes, un clásico caliente. Tanto Chacarita, único líder en su grupo, como Quilmes, necesitan el triunfo para afirmar sus ilusiones. 5 de septiembre, 1998, diarío Clarín.
El duelo entre Chacarita y Quilmes es considerado por la prensa como un destacado clásico del ascenso. Ambos clubes coinciden en haberse consagrado en Primera División.
Además han sido protagonistas en los campeonatos de Ascenso cuando les tocó coincidir. También existe una marcada rivalidad entre sus aficionados, lo cual le da un condimento extra en cada enfrentamiento.

#### Almirante Brown
Almirante Brown le ganó el clásico a Chacarita y mira a todos desde arriba .15 de agosto de 2021, redonda sport. 
Chacarita-Almirante es un cruce de una muy fuerte rivalidad, considerado un clásico del ascenso desde hace 45 años, a comienzos de 1980 dada la afinidad del equipo Tricolor en ese entonces con Nueva Chicago, y ambas parcialidades se acompañaban mutuamente en los duelos frente a Almirante Brown, originando una fuerte enemistad entre las hinchadas de San Martín y La Matanza.
La pelea por los campeonatos de la antigua Primera B 1982 y 1983, donde ambos fueron protagonistas acrecentó el antagonismo con varios incidentes entre sus aficiones, que se fue acentuando al transcurrir las décadas.

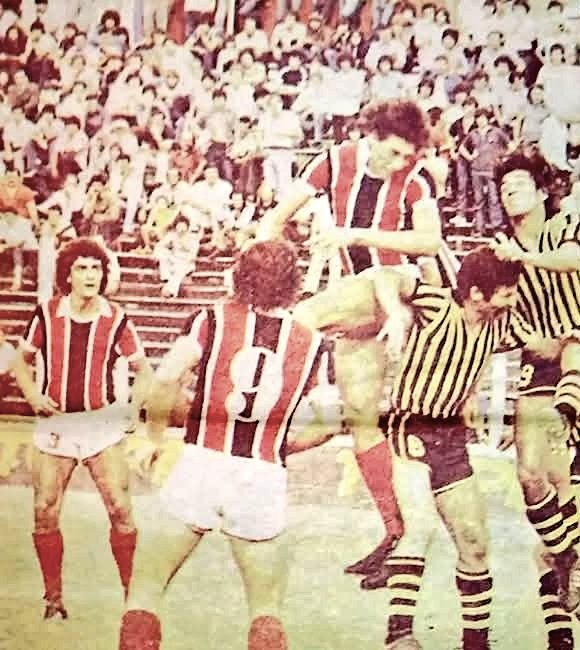
Funebreros y Mirasoles sostienen una fuerte rivalidad Primera B 1980 en San Martín. Chacarita 3, Almirante 2

En el campeonato de la B Nacional 2008, Almirante sufrió la quita de 18 puntos, la última fecha se jugaba la permanencia en La Matanza frente a Chacarita en un duelo definitorio. El partido terminó en empate, descendiendo el equipo aurinegro, su parcialidad enardecida quiso ir en busca de jugadores y "allegados" a la delegación tricolor. Cuando volvieron a enfrentarse en la B Nacional 2011, parciales del equipo funebrero prepararon banderas pintadas con aerosol que decían: "te mandamos al descenso".

#### Rivalidad con Boca Juniors
Los partidos con Boca son considerados de alto riesgo por las fuerzas de seguridad. Según Diario La Nación, la rivalidad surgió como consecuencia de un enfrentamiento ocurrido en el marco del Torneo Metropolitano 1984, cuando Boca visitó a Chacarita. Miembros de la barra de Boca intentaron ingresar sin entradas, teniendo enfrentamientos con la policía y la parcialidad local. 
A pesar de los intentos por establecer buenas relaciones (ambas barras viajaron juntas a los mundiales México 1986 e Italia 1990), una situación de dinero terminó por romper definitivamente las relaciones entre ambas aficiones, produciéndose desde entonces fuertes cruces, cada vez que una hinchada visita a la otra.

#### Otras rivalidades
Debido a incidentes entre sus parcialidades también rivaliza con Los Andes 
y Morón.

## Uniforme
- Uniforme titular: Camiseta a bastones rojos y negros con vivos blancos, pantalón y medias negras.
- Uniforme alternativo: Camiseta negra con fondo rojo y blanco, pantalón blanco, medias negras.

### Uniformes Titulares
| 1906-1984 | 1984-1987 | 1987-1989 | 1989-1991 | 1991-1992 | 1992-1993 | 1993 | 1993-1994 | 1994-1995 | 1995-1996 |

| 1996-1997 | 1998-1999 | 1999-2000 | 2001 | 2001-2002 | 2002-2003 | 2004 | 2005 | 2006 | 2007 |

| 2008-2009 | 2009-2010 | 2011 | 2011-2012 | 2013 | 2014 | 2015 | 2016 | 2016-2017 | 2017-2018 |

| 2018 | 2018-2019 | 2019-2020 | 2020-2021 | 2022 | 2023 | 2024 | 2025 |

### Uniformes Suplentes
| 1980-1984 | 1985-1986 | 1986-1987 | 1987-1988 | 1988-1989 | 1989-1991 | 1991-1992 | 1992-1993 | 1993 | 1993-1994 |

| 1994-1996 | 1996-1997 | 1998-2000 | 2001 | 2001-2002 | 2002-2003 | 2004 | 2005 | 2006 | 2007-2008 |

| 2008-2009 | 2009-2010 | 2011 | 2011-2012 | 2013 | 2014 | 2015 | 2016 | 2016-2017 | 2017-2018 |

| 2018 | 2018-2019 | 2019-2020 | 2020-2021 | 2022 | 2023 | 2024 | 2025 |

### Uniformes Terceros
| 1993-94 | 1998-2000 | 2001-02 | 2007 | 2008-2009 | 2009-2010 | 2011 | 2011-2012 | 2013 | 2014 |

| 2019-2020 | 2020-2021 | 2022 | 2023 | 2023 | 2024 | 2025 |

### Indumentaria y patrocinador
| Período       | Logo | Proveedor |
| ------------- | ---- | --------- |
| 1979-1984     |      | Topper    |
| 1985-1987     |      | Adidas    |
| 1987-1989     |      | Uhlsport  |
| 1989-1993     |      | Taiyo     |
| 1993-1997     |      | Penalti   |
| 1998-2000     |      | Envión    |
| 2001-2006     |      | Mitre     |
| 2007-2012     |      | TBS       |
| 2013-2014     |      | Athix     |
| 2015-2016     |      | Joma      |
| 2016-2018     |      | Macron    |
| 2018-2019     |      | Kelme     |
| 2019-presente |      | Hummel    |

| Período       | Patrocinador                 |
| ------------- | ---------------------------- |
| 1985-1986     | Gilera                       |
| 1987-1988     | Uhlsport                     |
| 1988-1989     | Telemecanique                |
| 1989-1990     | Ninguno                      |
| 1990-1991     | El Gurisito                  |
| 1991-1992     | Bingo Ciudadela              |
| 1992-1993     | Proyección Seguros de Retiro |
| 1993-1995     | Rosamonte                    |
| 1995-1996     | Ritmocar                     |
| 1996-1998     | Banco Patricios              |
| 1998-2000     | Credifacil                   |
| 2001-2002     | Sky                          |
| 2002-2003     | Cirsa                        |
| 2003-2004     | Mitre                        |
| 2005          | Toto's Cerámicos             |
| 2005-2006     | La Nueva Seguros             |
| 2006-2008     | Ombú Revesta                 |
| 2008-2009     | Ombú Mega Crédito            |
| 2009-2010     | La Nueva Seguros             |
| 2010-2011     | Pelme                        |
| 2011-2012     | Pelme Credifacil             |
| 2013          | Pelme                        |
| 2013-2015     | La Nueva Seguros             |
| 2015-2017     | América Broad Call           |
| 2017          | Autocrédito América Virtual  |
| 2018-2021     | La Nueva Seguros             |
| 2022          | Generación Zoe               |
| 2022          | Casino Sasso                 |
| 2023          | Grupo Dinal                  |
| 2023-2024     | Credifacil Mom Sports        |
| 2025-presente | Credifacil Inquinat          |

## Hinchada
La hinchada del Club Atlético Chacarita Juniors hace referencia al grupo de seguidores que posee el club. Conocida por el nombre la Famosa Banda de San Martín, denominación de la barra brava.

## Presidentes
| - Maximino Lema: 1906-1920 - Alfonso Colángelo: 1921-1922 - José Manuel Lema: 1923-1924 - Virgilio Uriburu: 1925-1926 - Tiburcio Padilla: 1927-1933 - Eugenio Bressán: 1934-1935 - Enrique Garrido: 1936-1939 - Tiburcio Padilla: 1940-1941 - Jesús Pravía: 1942-1943 - Ernesto Mantero: 1944-1945 - Miguel de las Heras: 1946-1951 - E. O. Cadario: 1951-1954 - Casimiro López: 1955-1956 - David Francheschi: 1956 - Ángel Colombo: 1957 - Carlos Lema: 1957-1958 - Julio López: 1959-1964 | - Pedro M. Belloni: 1965-1966 - Enrique Nader: 1967-1970 - Antonio Gómez: 1971-1972 - Luis Donato: 1973-1974 - Salvador Zucotti: 1974-1980 - Mario Espósito: 1981-1984 - Roberto Gómez Fernández: 1985-1987 - José García: 1987-1988 - Carlos Cerrutti: 1988-1993 - Luis Barrionuevo: 1993-2005 - Horacio Fernández: 2005-2009 - Vicente Celio: 2009-2012 - Osvaldo Lobato: 2012 - Héctor López: 2012-2016 - Daniel Vita: 2016 - Horacio Fernández: 2016-2021 - Néstor Di Pierro: 2021- |

## Jugadores

### Plantel 2025
- Actualizado el 19 de junio de 2025

- Los equipos argentinos están limitados a tener un cupo máximo de seis jugadores extranjeros, aunque solo cinco podrán firmar la planilla del partido

#### Altas
| Invierno           |                |                          |                      |
| Misael Jaime       | Defensa        | Newell's Old Boys        | Préstamo             |
| Verano             |                |                          |                      |
| Nicolás Avellaneda | Guardameta     | Cobreloa                 | Libre                |
| Matías Balderrama  | Guardameta     | San Telmo                | Libre                |
| Juan Strumia       | Guardameta     | Belgrano de Córdoba      | Préstamo             |
| Federico Andueza   | Defensa        | Sarmiento de Junín       | Libre                |
| Gonzalo Errecalde  | Defensa        | Almirante Brown          | Libre                |
| Juan Cruz González | Defensa        | Aucas                    | Regresa del préstamo |
| Tomás Migliore     | Defensa        | Vélez Sarsfield          | Libre                |
| Agustín Quiroga    | Defensa        | Independiente            | Préstamo             |
| Alejandro Rébola   | Defensa        | Belgrano de Córdoba      | Libre                |
| Agustín Araujo     | Centrocampista | Gimnasia y Tiro de Salta | Libre                |
| Ricardo Blanco     | Centrocampista | Ferro                    | Libre                |
| Federico Bravo     | Centrocampista | Academia Puerto Cabello  | Libre                |
| Valentín Gargiulo  | Centrocampista | Argentino de Merlo       | Libre                |
| Antonio Napolitano | Centrocampista | Independiente Rivadavia  | Libre                |
| Tomás Ortiz        | Centrocampista | Defensa y Justicia       | Préstamo             |
| Santiago Apa       | Delantero      | Lamadrid                 | Libre                |
| Lucas Brochero     | Delantero      | Boca Juniors             | Préstamo             |
| Leandro Ciccolini  | Delantero      | Gimnasia y Esgrima (M)   | Préstamo             |

#### Bajas
| Invierno            |                |                              |                       |
| Rodrigo Salinas     | Delantero      | Mitre de Santiago del Estero | Rescisión de contrato |
| Verano              |                |                              |                       |
| Marino Arzamendia   | Guardameta     | Olimpia                      | Fin del préstamo      |
| Sebastián Álvarez   | Defensa        | Círculo Deportivo            | Rescisión de contrato |
| Bautista García     | Defensa        | J.J. Urquiza                 | Rescisión de contrato |
| Cristian González   | Defensa        | Central Norte de Salta       | Rescisión de contrato |
| Gabriel Lazarte     | Defensa        | Brown de Puerto Madryn       | Fin de contrato       |
| Tobías Morinigo     | Defensa        | Olimpia                      | Traspaso              |
| Matías Vera         | Defensa        | Arsenal de Sarandí           | Rescisión de contrato |
| Marcos Astina       | Centrocampista | San Telmo                    | Rescisión de contrato |
| Fernando Brandán    | Centrocampista | Temperley                    | Rescisión de contrato |
| Enzo Hoyos          | Centrocampista | Deportes Iquique             | Traspaso              |
| Franco Juárez       | Centrocampista | Huracán Las Heras            | Fin de contrato       |
| Matías Pisano       | Centrocampista | Cúcuta                       | Fin de contrato       |
| Claudio Pombo       | Centrocampista | Temperley                    | Rescisión de contrato |
| Nicolás Watson      | Centrocampista | Instituto de Córdoba         | Fin del préstamo      |
| Matías Belloso      | Delantero      | Almirante Brown              | Fin de contrato       |
| Exequiel Beltramone | Delantero      | Talleres de Córdoba          | Fin del préstamo      |
| Sebastián Cocimano  | Delantero      | San Telmo                    | Fin de contrato       |

#### Cesiones
| Jugador          | Posición       | Destino            | Fin del préstamo |
| ---------------- | -------------- | ------------------ | ---------------- |
| Federico Losas   | Guardameta     | Platense           | 31-12-2025       |
| Simón Ávalos     | Defensa        | Deportivo Armenio  | 31-12-2025       |
| Iván Cardozo     | Defensa        | Deportivo Armenio  | 31-12-2026       |
| Santiago Daniele | Defensa        | Banfield           | 31-12-2025       |
| Julián Domke     | Centrocampista | Deportivo Merlo    | 31-12-2025       |
| Rodrigo González | Centrocampista | Villa Dálmine      | 30-06-2025       |
| Tomás Pizarro    | Centrocampista | Cañuelas           | 31-12-2025       |
| Axel Guerra      | Delantero      | Argentino de Merlo | 31-12-2025       |

## Entrenadores

### Cuerpo técnico 2023
- Entrenador:
  -  Aníbal Biggeri
- Ayudantes de campo:
  -  Emerson Panigutti
- Preparadores físico:
  -  Matias Biggeri
- Entrenador de arqueros:
  -  Martín Bernacchia
- Videoanalista:
  -  Ezequiel Vitale
- Médicos:
  -  Dr. Oscar Iglesias
  -  Dr. Diego Eyharchet
  -  Dr. Esteban Segal
- Kinesiólogo:
  -  Aníbal Parsanese
- Masajista:
  -  Jonathan Pace
- Utileros:
  -  Antonio Algañaraz
  -  Mario Batista
  -  Carlos Buede
- Departamento de Fútbol:
  -  Raúl Escalante
  -  Marcos Bongiovanni

## Datos del club

### Trayectoria
- Temporadas en Primera División: 61 (1925-1930, 1931-1940, 1942-1956, 1960-1979, 1984-1985/86, 1999/00-2003/04, 2009/10, 2017/18).

- Temporadas en Segunda División: 35
  - Temporadas en División Intermedia: 2 (1923-1924).
  - Temporadas en Primera B: 7 (1941, 1957-1959, 1980, 1982-1983).
  - Temporadas en Primera B Nacional: 26 (1986/87-1988/89, 1994/95-1998/99, 2004/05-2008/09, 2010/11-2011/12, 2015-2016/17, 2018/19-presente).
- Temporadas en Tercera División: 11
  - Temporadas en Segunda División (antes tercera categoría): 2 (1921-1922).
  - Temporadas en Primera C: 1 (1981).
  - Temporadas en Primera B Metropolitana: 8 (1989/90, 1990/91, 1991/92, 1992/93, 1993/94, 2012/13, 2013/14, 2014).

### Participaciones en campeonatos nacionales
| Asociación Argentina de Football          |                           |                  |            |    |    |    |    |     |    |     |                      |
| 1925                                      | 1925                      | Primera División | 28         | 21 | 12 | 4  | 5  | 42  | 19 | +23 | 5° de 23             |
| 1926                                      | 1926                      | Primera División | 18         | 17 | 7  | 4  | 6  | 18  | 16 | +2  | 7° de 18             |
| Asociación Amateurs Argentina de Football |                           |                  |            |    |    |    |    |     |    |     |                      |
| 1927                                      | 1927                      | Primera División | 35         | 33 | 11 | 13 | 9  | 57  | 48 | +9  | 15° de 34            |
| 1928                                      | 1928                      | Primera División | 39         | 35 | 16 | 7  | 12 | 63  | 46 | +17 | 12° de 36            |
| 1929                                      | Grupo Par                 | Primera División | 20         | 16 | 8  | 4  | 4  | 23  | 20 | +3  | 5° de 17             |
| 1930                                      | 1930                      | Primera División | 42         | 35 | 18 | 6  | 11 | 57  | 43 | +14 | 9° de 36             |
| Liga Argentina de Football                |                           |                  |            |    |    |    |    |     |    |     |                      |
| 1931                                      | 1931                      | Primera División | 42         | 34 | 18 | 6  | 10 | 63  | 58 | +5  | 7° de 18             |
| 1932                                      | 1932                      | Primera División | 31         | 34 | 12 | 7  | 15 | 74  | 73 | +1  | 13° de 16            |
| 1933                                      | 1933                      | Primera División | 35         | 34 | 14 | 7  | 13 | 55  | 61 | -6  | 8° de 18             |
| 1934                                      | 1934                      | Primera División | 34         | 39 | 13 | 8  | 18 | 63  | 74 | -11 | 11° de 14            |
| Asociación del Football Argentino         |                           |                  |            |    |    |    |    |     |    |     |                      |
| 1935                                      | 1935                      | Primera División | 26         | 34 | 10 | 6  | 18 | 49  | 57 | -8  | 14° de 18            |
| 1936                                      | Copa de Honor             | Primera División | 18         | 17 | 7  | 4  | 6  | 31  | 31 | 0   | 8° de 18             |
| 1936                                      | Copa Campeonato           | Primera División | 16         | 17 | 6  | 4  | 7  | 36  | 42 | -6  | 11° de 18            |
| 1937                                      | 1937                      | Primera División | 29         | 34 | 10 | 9  | 15 | 63  | 76 | -13 | 14° de 18            |
| 1938                                      | 1938                      | Primera División | 25         | 32 | 10 | 5  | 17 | 66  | 92 | -26 | 14° de 17            |
| Asociación del Fútbol Argentino           |                           |                  |            |    |    |    |    |     |    |     |                      |
| 1939                                      | 1939                      | Primera División | 34         | 34 | 14 | 6  | 14 | 61  | 54 | +7  | 8° de 18             |
| 1940                                      | 1940                      | Primera División | 22         | 34 | 8  | 6  | 20 | 38  | 66 | -28 | 18° de 18            |
| 1941                                      | 1941                      | Segunda División | 58         | 34 | 26 | 6  | 2  | 92  | 35 | +57 | Campeón              |
| 1942                                      | 1942                      | Primera División | 25         | 30 | 7  | 11 | 12 | 40  | 59 | -19 | 12° de 16            |
| 1943                                      | 1943                      | Primera División | 26         | 30 | 8  | 10 | 12 | 42  | 59 | -17 | 12° de 16            |
| 1944                                      | 1944                      | Primera División | 21         | 30 | 6  | 9  | 15 | 43  | 69 | -26 | 15° de 16            |
| 1945                                      | 1945                      | Primera División | 22         | 30 | 6  | 10 | 14 | 46  | 65 | -19 | 15° de 16            |
| 1946                                      | 1946                      | Primera División | 24         | 30 | 11 | 2  | 17 | 52  | 62 | -10 | 13° de 16            |
| 1947                                      | 1947                      | Primera División | 32         | 30 | 14 | 4  | 12 | 66  | 52 | +14 | 7° de 16             |
| 1948                                      | 1948                      | Primera División | 28         | 30 | 9  | 10 | 11 | 45  | 48 | -3  | 11° de 16            |
| 1949                                      | 1949                      | Primera División | 33         | 34 | 14 | 5  | 15 | 57  | 61 | -4  | 8° de 18             |
| 1950                                      | 1950                      | Primera División | 34         | 34 | 13 | 8  | 13 | 54  | 54 | 0   | 8° de 18             |
| 1951                                      | 1951                      | Primera División | 33         | 32 | 12 | 9  | 11 | 58  | 55 | +3  | 8° de 17             |
| 1952                                      | 1952                      | Primera División | 29         | 30 | 12 | 5  | 13 | 48  | 48 | 0   | 11° de 16            |
| 1953                                      | 1953                      | Primera División | 28         | 30 | 9  | 10 | 11 | 35  | 38 | -3  | 7° de 16             |
| 1954                                      | 1954                      | Primera División | 29         | 30 | 10 | 9  | 11 | 37  | 40 | -3  | 8° de 16             |
| 1955                                      | 1955                      | Primera División | 26         | 30 | 9  | 8  | 13 | 46  | 49 | -3  | 12° de 16            |
| 1956                                      | 1956                      | Primera División | 22         | 30 | 7  | 8  | 15 | 32  | 54 | -22 | 16° de 16            |
| 1957                                      | 1957                      | Primera B        | 41         | 34 | 15 | 11 | 8  | 63  | 50 | +13 | 4° de 18             |
| 1958                                      | 1958                      | Primera B        | 44         | 34 | 16 | 12 | 6  | 61  | 37 | +24 | 3° de 18             |
| 1959                                      | 1959                      | Primera B        | 45         | 34 | 20 | 5  | 9  | 78  | 49 | +29 | Campeón              |
| 1960                                      | 1960                      | Primera División | 28         | 30 | 9  | 10 | 11 | 50  | 53 | -3  | 9° de 16             |
| 1961                                      | 1961                      | Primera División | 31         | 30 | 12 | 7  | 11 | 49  | 53 | -4  | 8° de 16             |
| 1962                                      | 1962                      | Primera División | 30         | 28 | 12 | 6  | 10 | 51  | 44 | +7  | 5° de 15             |
| 1963                                      | 1963                      | Primera División | 18         | 26 | 4  | 10 | 12 | 25  | 43 | -18 | 14° de 14            |
| 1964                                      | 1964                      | Primera División | 27         | 30 | 9  | 9  | 12 | 32  | 48 | -16 | 12° de 16            |
| 1965                                      | 1965                      | Primera División | 24         | 34 | 5  | 14 | 15 | 42  | 53 | -11 | 18° de 18            |
| 1966                                      | 1966                      | Primera División | 23         | 38 | 5  | 13 | 20 | 36  | 66 | -30 | 20° de 20            |
| 1967                                      | Metropolitano (Grupo B)   | Primera División | 15         | 22 | 4  | 7  | 11 | 26  | 47 | -21 | 11° de 11            |
| 1967                                      | Reclasificatorio          | Primera División | 19         | 18 | 6  | 7  | 5  | 18  | 16 | +2  | 5° de 10             |
| 1968                                      | Metropolitano (Grupo B)   | Primera División | 23         | 22 | 10 | 3  | 9  | 28  | 29 | -1  | 7° de 11             |
| 1968                                      | Promocional               | Primera División | 17         | 14 | 7  | 3  | 4  | 26  | 14 | +12 | 4° de 8              |
| 1969                                      | Metropolitano (Grupo A)   | Primera División | 34         | 24 | 15 | 4  | 5  | 38  | 27 | +11 | Campeón              |
| 1969                                      | Nacional                  | Primera División | 18         | 17 | 6  | 6  | 5  | 26  | 26 | 0   | 7° de 17             |
| 1970                                      | Metropolitano             | Primera División | 20         | 20 | 8  | 4  | 8  | 22  | 23 | -1  | 13° de 21            |
| 1970                                      | Petit                     | Primera División | 4          | 3  | 1  | 2  | 0  | 3   | 2  | +1  | 1° de 4              |
| 1970                                      | Nacional (Grupo A)        | Primera División | 29         | 21 | 13 | 3  | 5  | 25  | 21 | +4  | Semifinal            |
| 1971                                      | Metropolitano             | Primera División | 46         | 36 | 17 | 12 | 7  | 49  | 35 | +14 | 3° de 19             |
| 1971                                      | Nacional (Grupo B)        | Primera División | 12         | 14 | 5  | 2  | 7  | 16  | 20 | -4  | 7° de 14             |
| 1972                                      | Metropolitano             | Primera División | 37         | 34 | 13 | 11 | 10 | 46  | 41 | +5  | 8° de 18             |
| 1972                                      | Nacional (Grupo B)        | Primera División | 11         | 13 | 3  | 5  | 5  | 19  | 18 | -1  | 10° de 13            |
| 1973                                      | Metropolitano             | Primera División | 27         | 32 | 8  | 11 | 13 | 34  | 46 | -12 | 13° de 17            |
| 1973                                      | Nacional (Grupo A)        | Primera División | 15         | 15 | 5  | 5  | 5  | 25  | 25 | 0   | 7° de 15             |
| 1974                                      | Metropolitano (Grupo B)   | Primera División | 10         | 18 | 2  | 6  | 10 | 21  | 42 | -21 | 9° de 9              |
| 1974                                      | Nacional (Grupo C)        | Primera División | 18         | 18 | 8  | 2  | 8  | 31  | 29 | +2  | 5° de 9              |
| 1975                                      | Metropolitano             | Primera División | 32         | 38 | 11 | 10 | 17 | 47  | 72 | -25 | 15° de 20            |
| 1975                                      | Nacional (Grupo C)        | Primera División | 10         | 16 | 3  | 4  | 9  | 16  | 33 | -17 | 6° de 8              |
| 1976                                      | Metropolitano (Grupo B)   | Primera División | 18         | 22 | 7  | 4  | 11 | 32  | 43 | -11 | 9° de 11             |
| 1976                                      | Zona Descenso             | Primera División | 9          | 9  | 3  | 3  | 3  | 11  | 14 | -3  | 4° de 10             |
| 1976                                      | Nacional (Grupo A)        | Primera División | 9          | 16 | 2  | 5  | 9  | 17  | 28 | -11 | 7° de 8              |
| 1977                                      | Metropolitano             | Primera División | 40         | 44 | 12 | 16 | 16 | 53  | 62 | -9  | 15° de 23            |
| 1977                                      | Nacional (Grupo B)        | Primera División | 9          | 14 | 4  | 1  | 9  | 20  | 26 | -6  | 7° de 8              |
| 1978                                      | Metropolitano             | Primera División | 31         | 40 | 11 | 9  | 20 | 39  | 69 | -30 | 17° de 21            |
| 1978                                      | Nacional (Grupo B)        | Primera División | 12         | 14 | 4  | 4  | 6  | 20  | 23 | -3  | 6° de 8              |
| 1979                                      | Metropolitano (Grupo B)   | Primera División | 9          | 18 | 2  | 4  | 11 | 15  | 37 | -22 | 10° de 10            |
| 1979                                      | Zona Descenso             | Primera División | 4          | 6  | 2  | 0  | 4  | 10  | 9  | -1  | 3° de 4              |
| 1980                                      | 1980                      | Primera B        | 30         | 38 | 7  | 16 | 15 | 32  | 45 | -23 | 20° de 20            |
| 1981                                      | 1981                      | Primera C        | 62         | 38 | 28 | 6  | 3  | 102 | 19 | +83 | 2° de 20 (Ascenso)   |
| 1982                                      | Grupo A                   | Primera B        | 48         | 42 | 18 | 12 | 12 | 65  | 49 | +16 | 2° de 11 (3° de 22)  |
| 1982                                      | Octogonal 2° Ascenso      | Primera B        |            | 2  | 0  | 0  | 2  | 0   | 2  | -2  | Cuartos de final     |
| 1983                                      | Grupo A                   | Primera B        | 43         | 42 | 13 | 17 | 12 | 43  | 36 | +7  | 4° de 11 (10° de 22) |
| 1983                                      | Octogonal 2° Ascenso      | Primera B        |            | 6  | 3  | 3  | 0  | 10  | 6  | +4  | 2° Ascenso           |
| 1984                                      | Nacional (Grupo F)        | Primera División | 2*         | 6  | 4  | 0  | 2  | 14  | 6  | +8  | 3° de 4              |
| 1984                                      | Metropolitano             | Primera División | 34         | 36 | 11 | 12 | 13 | 30  | 37 | +7  | 9° de 19             |
| 1985                                      | Nacional (Grupo F)        | Primera División | 7          | 6  | 3  | 1  | 2  | 11  | 6  | +5  | 2° de 4              |
| 1985                                      | Eliminatoria              | Primera División |            | 5  | 1  | 2  | 2  | 3   | 3  | 0   |                      |
| 85/86                                     | 85/86                     | Primera División | 21         | 36 | 5  | 11 | 20 | 24  | 53 | -29 | 19° de 19            |
| 86/87                                     | Campeonato                | Nacional B       | 34         | 42 | 10 | 14 | 18 | 38  | 57 | -19 | 19° de 22            |
| 86/87                                     | Triangular Descenso       | Nacional B       | 2          | 0  | 0  | 2  | 0  | 1   | 1  | 0   | 2° de 3              |
| 87/88                                     | 87/88                     | Nacional B       | 43         | 42 | 13 | 17 | 12 | 42  | 43 | -1  | 11° de 22            |
| 88/89                                     | 88/89                     | Nacional B       | 23*        | 42 | 8  | 10 | 24 | 36  | 60 | -24 | 22° de 22            |
| 89/90                                     | 89/90                     | Primera B        | 27         | 32 | 9  | 11 | 12 | 30  | 28 | +2  | 12° de 17            |
| 90/91                                     | 90/91                     | Primera B        | 27         | 30 | 9  | 9  | 12 | 33  | 35 | -2  | 11° de 17            |
| 91/92                                     | 91/92                     | Primera B        | 30         | 32 | 9  | 12 | 11 | 31  | 34 | -3  | 11° de 17            |
| 92/93                                     | Campeonato                | Primera B        | 47         | 34 | 18 | 11 | 5  | 56  | 24 | +32 | 3° de 18             |
| 92/93                                     | Octogonal 2° Ascenso      | Primera B        |            | 6  | 3  | 1  | 2  | 8   | 6  | +2  | Final                |
| 93/94                                     | Apertura                  | Primera B        | 27         | 17 | 11 | 5  | 1  | 32  | 10 | +22 | 1° de 18             |
| 93/94                                     | Clausura                  | Primera B        | 26         | 17 | 9  | 8  | 0  | 24  | 9  | +15 | 2° de 18             |
| 93/94                                     | Final                     | Primera B        |            | 2  | 2  | 0  | 0  | 2   | 0  | +2  | Campeón              |
| 93/94                                     | Octogonal 2° Ascenso      | Nacional B       |            | 2  | 0  | 1  | 1  | 1   | 2  | -1  | Cuartos de final     |
| 94/95                                     | 94/95                     | Nacional B       | 40         | 42 | 10 | 20 | 12 | 51  | 55 | -4  | 14° de 22            |
| 95/96                                     | Apertura                  | Nacional B       | 26         | 21 | 7  | 5  | 9  | 22  | 25 | -3  | 14° de 22            |
| 95/96                                     | Clausura                  | Nacional B       | 26         | 21 | 6  | 8  | 7  | 23  | 26 | -3  | 14° de 22            |
| 96/97                                     | Grupo B2                  | Nacional B       | 23         | 16 | 5  | 8  | 3  | 27  | 21 | -6  | 5° de 8              |
| 96/97                                     | Permanencia Metropolitana | Nacional B       | 21         | 16 | 5  | 6  | 5  | 14  | 14 | 0   | 6° de 9              |
| 97/98                                     | Zona Metropolitana        | Nacional B       | 49         | 30 | 13 | 10 | 7  | 44  | 32 | -12 | 2° de 16             |
| 97/98                                     | Campeonato (Grupo A)      | Nacional B       | 22         | 14 | 6  | 4  | 4  | 20  | 16 | +4  | 3° de 8              |
| 97/98                                     | Eliminatoria 2° Ascenso   | Nacional B       |            | 2  | 0  | 1  | 1  | 2   | 3  | 1   | Primera Ronda        |
| 98/99                                     | Zona Metropolitana        | Nacional B       | 63         | 32 | 19 | 6  | 7  | 50  | 28 | +22 | 1° de 17             |
| 98/99                                     | Semifinal y Final         | Nacional B       |            | 4  | 2  | 0  | 2  | 3   | 5  | -2  | Final                |
| 98/99                                     | Reducido 2° Ascenso       | Nacional B       |            | 6  | 3  | 2  | 1  | 7   | 4  | +3  | 2° Ascenso           |
| 99/00                                     | Apertura                  | Primera División | 25         | 19 | 6  | 7  | 6  | 38  | 33 | +5  | 8° de 20             |
| 99/00                                     | Clausura                  | Primera División | 20         | 19 | 5  | 5  | 9  | 20  | 30 | -10 | 15° de 20            |
| 00/01                                     | Apertura                  | Primera División | 27         | 19 | 8  | 3  | 8  | 19  | 24 | -5  | 9° de 20             |
| 00/01                                     | Clausura                  | Primera División | 29         | 19 | 8  | 5  | 6  | 21  | 25 | -4  | 6° de 20             |
| 01/02                                     | Apertura                  | Primera División | 26         | 19 | 6  | 8  | 5  | 28  | 24 | -4  | 8° de 20             |
| 01/02                                     | Clausura                  | Primera División | 21         | 19 | 4  | 9  | 6  | 23  | 24 | -1  | 14° de 20            |
| 02/03                                     | Apertura                  | Primera División | 30         | 19 | 9  | 3  | 7  | 19  | 21 | -2  | 4° de 20             |
| 02/03                                     | Clausura                  | Primera División | 11         | 19 | 2  | 5  | 12 | 11  | 24 | -13 | 19° de 20            |
| 03/04                                     | Apertura                  | Primera División | 21         | 19 | 5  | 9  | 5  | 20  | 19 | +1  | 16° de 20            |
| 03/04                                     | Clausura                  | Primera División | 17         | 19 | 3  | 8  | 8  | 21  | 34 | -13 | 19° de 20            |
| 04/05                                     | Apertura                  | Nacional B       | 18         | 19 | 4  | 5  | 10 | 23  | 29 | +6  | 19° de 20            |
| 04/05                                     | Clausura                  | Nacional B       | 27         | 19 | 7  | 6  | 6  | 30  | 28 | -2  | 6° de 20             |
| 04/05                                     | Desempate Descenso        | Nacional B       |            | 1  | 0  | 1  | 0  | 0   | 0  | 0   |                      |
| 04/05                                     | Promoción                 | Nacional B       |            | 2  | 0  | 2  | 0  | 2   | 2  | 0   |                      |
| 05/06                                     | Apertura                  | Nacional B       | 34         | 19 | 9  | 7  | 3  | 23  | 9  | +14 | 3° de 20             |
| 05/06                                     | Clausura                  | Nacional B       | 26         | 19 | 6  | 8  | 5  | 24  | 18 | +6  | 9° de 20             |
| 05/06                                     | Reducido Promoción        | Nacional B       |            | 4  | 2  | 1  | 1  | 4   | 3  | +1  | Final                |
| 06/07                                     | Apertura                  | Nacional B       | 33         | 19 | 8  | 9  | 2  | 22  | 14 | +8  | 5° de 20             |
| 06/07                                     | Clausura                  | Nacional B       | 28         | 19 | 8  | 4  | 7  | 21  | 16 | +5  | 9° de 20             |
| 06/07                                     | Reducido Promoción        | Nacional B       |            | 2  | 1  | 0  | 1  | 3   | 3  | 0   | Semifinal            |
| 07/08                                     | 07/08                     | Nacional B       | 56         | 38 | 15 | 11 | 12 | 46  | 45 | +1  | 5° de 20             |
| 08/09                                     | 08/09                     | Nacional B       | 72         | 38 | 20 | 12 | 6  | 58  | 30 | +28 | 2° de 20 (Ascenso)   |
| 09/10                                     | Apertura                  | Primera División | 19         | 19 | 5  | 4  | 10 | 18  | 25 | -7  | 15° de 20            |
| 09/10                                     | Clausura                  | Primera División | 13         | 19 | 4  | 1  | 14 | 22  | 33 | -11 | 19° de 20            |
| 10/11                                     | 10/11                     | Nacional B       | 44         | 38 | 10 | 14 | 14 | 24  | 36 | -12 | 16° de 20            |
| 11/12                                     | 11/12                     | Nacional B       | 32         | 38 | 6  | 15 | 17 | 24  | 46 | -22 | 20° de 20            |
| 12/13                                     | 12/13                     | Primera B        | 60         | 40 | 16 | 12 | 12 | 47  | 39 | +6  | 7° de 21             |
| 13/14                                     | 13/14                     | Primera B        | 54         | 40 | 14 | 12 | 14 | 41  | 43 | -2  | 10° de 21            |
| 2014                                      | Fase Grupos (Zona A)      | Primera B        | 42         | 20 | 12 | 6  | 2  | 36  | 13 | +23 | 1° de 11 (Ascenso)   |
| 2015                                      | 2015                      | Nacional B       | 50         | 42 | 13 | 11 | 18 | 49  | 62 | -13 | 18° de 22            |
| 2016                                      | 2016                      | Nacional B       | 43         | 21 | 13 | 4  | 4  | 30  | 12 | +18 | 2° de 22             |
| 16/17                                     | 16/17                     | Nacional B       | 77         | 44 | 22 | 11 | 11 | 57  | 40 | +17 | 2° de 23 (Ascenso)   |
| 17/18                                     | 17/18                     | Primera División | 18         | 27 | 4  | 6  | 17 | 23  | 40 | -17 | 26° de 28            |
| 18/19                                     | 18/19                     | B Nacional       | 24         | 24 | 6  | 6  | 12 | 17  | 30 | -13 | 24° de 25            |
| 19/20                                     | Zona B                    | B Nacional       | 24         | 21 | 6  | 6  | 9  | 15  | 16 | -11 | 12° de 16            |
| 2020                                      | Zona B                    | B Nacional       | 5          | 7  | 1  | 2  | 4  | 6   | 9  | -3  | 8° de 8              |
| 2021                                      | Zona A                    | Primera Nacional | 27         | 32 | 6  | 9  | 17 | 29  | 50 | -21 | 16° de 17            |
| 2022                                      | 2022                      | Primera Nacional | 48         | 36 | 12 | 12 | 12 | 48  | 44 | +4  | 16° de 37            |
| 2023                                      | Zona B                    | Primera Nacional | 67         | 34 | 18 | 13 | 3  | 48  | 23 | +25 | 2° de 18             |
| 2023                                      | Reducido 2º Ascenso       | Primera Nacional | 0          | 1  | 0  | 0  | 1  | 1   | 2  | -1  | 1ª Fase              |
| 2024                                      | Zona !                    | Primera Nacional | 20         | 16 | 5  | 5  | 6  | 17  | 18 | -1  | 10° de 19            |
| Temporada                                 | Temporada                 | Categoría        | Pts        | J  | G  | E  | P  | GF  | GC | Dif | Posición Final       |
| Temporada                                 | Temporada                 | Categoría        | Resultados |    |    |    |    |     |    |     | Posición Final       |

### Participaciones en Copa Argentina
| Año                    | Ronda            | PJ           | PG           | PE           | PP           | GF           | GC           | DG           |
| ---------------------- | ---------------- | ------------ | ------------ | ------------ | ------------ | ------------ | ------------ | ------------ |
| Copa Argentina 1969    | Cuartos de final | 6            | 4            | 1            | 1            | 13           | 9            | +4           |
| Copa Argentina 1970    | Cuartos de final | 6            | 3            | 0            | 3            | 12           | 5            | +7           |
| Copa Argentina 2011-12 | 16 vos de final  | 2            | 1            | 1            | 0            | 3            | 2            | +1           |
| Copa Argentina 2012-13 | 24 vos de final  | 3            | 2            | 1            | 0            | 9            | 0            | +9           |
| Copa Argentina 2013-14 | Fase final I     | 4            | 3            | 0            | 1            | 7            | 6            | +1           |
| Copa Argentina 2014-15 | Octavos de final | 5            | 4            | 0            | 1            | 7            | 2            | +5           |
| Copa Argentina 2015-16 | No clasificó     | No clasificó | No clasificó | No clasificó | No clasificó | No clasificó | No clasificó | No clasificó |
| Copa Argentina 2016-17 | 32 vos de final  | 1            | 0            | 0            | 1            | 0            | 1            | -1           |
| Copa Argentina 2017-18 | 32 vos de final  | 1            | 0            | 0            | 1            | 0            | 3            | -3           |
| Copa Argentina 2018-19 | No clasificó     | No clasificó | No clasificó | No clasificó | No clasificó | No clasificó | No clasificó | No clasificó |
| Copa Argentina 2019-20 | No clasificó     | No clasificó | No clasificó | No clasificó | No clasificó | No clasificó | No clasificó | No clasificó |
| Copa Argentina 2022    | No clasificó     | No clasificó | No clasificó | No clasificó | No clasificó | No clasificó | No clasificó | No clasificó |
| Copa Argentina 2023    | 32 vos de final  | 1            | 0            | 0            | 1            | 0            | 2            | -2           |
| Copa Argentina 2024    | 16 vos de final  | 2            | 1            | 0            | 1            | 1            | 2            | -2           |
| Copa Argentina 2025    | No clasificó     | No clasificó | No clasificó | No clasificó | No clasificó | No clasificó | No clasificó | No clasificó |
| Total                  | 7/7              | 31           | 18           | 3            | 10           | 52           | 32           | +20          |

## Palmarés

### Torneos nacionales (5)
| Competición                         | Títulos             | Subcampeonatos                   |
| ----------------------------------- | ------------------- | -------------------------------- |
| Primera División de Argentina (1/0) | Metropolitano 1969. |                                  |
| Segunda División de Argentina (3/4) | 1924, 1941, 1959.   | 1998-99, 2008-09, 2016, 2016-17. |
| Tercera División de Argentina (1/1) | 1993-94.            | 1981.                            |

### Copas amistosas nacionales
- Copa Revista El Ciclón: 1959
- Cuadrangular Damián Cané: 1975
- Cuadrangular Necochea: 1977
- Copa Penalty: 1994
- Copa Amistad: 1996
- Copa Trenque Lauquen: 2000
- Copa La Voz del Interior: 2007
- Copa Amistad Oxígeno Turismo: 2012

### Copas amistosas internacionales
- Cuadrangular Internacional (Guatemala): 1965
- Copa Joan Gamper 1971 (Organizada por el F.C Barcelona) Semifinal Chacarita Jrs. 2 vs 0 Bayern Munchen. Final Chacarita Jrs. 0 vs 1 F.C Barcelona (gol de penal).

### Movilidad interdivisional
- Segunda División a Intermedia 1922
- Intermedia a Primera División 1924
- Primera División a Primera B 1940
- Primera B a Primera División 1941
- Primera División a Primera B 1956
- Primera B a Primera División 1959
- Primera División a Primera B 1979
- Primera B a Primera C 1980
- Primera C a Primera B 1981
- Primera B a Primera División 1983
- Primera División a Primera B Nacional 1986
- Primera B Nacional a Primera B 1989
- Primera B a Primera B Nacional 1994
- Primera B Nacional a Primera División 1999
- Primera División a Primera B Nacional 2004
- Primera B Nacional a Primera División 2009
- Primera División a Primera B Nacional 2010
- Primera B Nacional a Primera B 2012
- Primera B a Primera B Nacional 2014
- Primera B Nacional a Primera División 2017
- Primera División a Primera B Nacional 2018

## Otros datos del club
- Mejor ubicación en Primera División: 1.º (Metropolitano 1969)
- Peor ubicación en Primera División: 20.º
- Ubicación en la tabla histórica de Primera División: 17.º
- Máxima cantidad de victorias consecutivas : 8 (Campeonato 1931) / 8 (Campeonato de Primera B Nacional 2016)
- Mejor racha invicto: 13 partidos sin perder (1971) (en Primera División) / 15 partidos sin perder (entre Campeonato de Primera B Nacional 2016 - Campeonato de Primera B Nacional 2016-17)
- Mayor goleada a favor en el Amateurismo: 6-1 a San Fernando (1928)
- Mayor goleada a favor en Primera A: 8-0 a Huracán Corrientes (1968)
- Mayor goleada a favor en Nacional B: 6-2 a Nueva Chicago (2007)
- Mayor goleada a favor en Primera B: 7-1 a Barracas Central (1941)
- Mayor goleada a favor en Primera C: 9-0 a Defensores de Cambaceres (1981)
- Mayor goleada en contra en el Amateurismo: 0-5 vs Boca Juniors (1926)
- Mayor goleada en contra en Primera A: 1-10 vs Boca Juniors (1943) (cabe destacar que en este encuentro los jugadores de Chacarita se quedaron parados todo el partido en forma de protesta hacia el Club, por no pagarle el sueldo a los jugadores).
- Mayor goleada en contra en Nacional B: 0-5 vs Douglas Haig (Pergamino) (1987)
- Jugador con más goles anotados en Primera División: Francisco Campana, con 72 goles (1945 - 1948) y (1952 - 1955). Si consideramos todas las categorías, el máximo goleador es Fabio Juan Cassan que convirtió 54 en primera división y 22 en segunda, (1939 - 1944), sumando 76 goles en total.
- Jugador con más partidos disputados: Isaac Roberto López, con 343 cotejos jugados entre 1937 y 1952.

## Otros deportes
A lo largo de su historia, además del fútbol, el Club Atlético Chacarita Juniors ha incursionado en numerosas disciplinas deportivas y actividades sociales. En la actualidad la institución cuenta con las siguientes actividades ajedrez, boxeo, taekwondo, gimnasia aeróbica, balonmano, fútbol sala